# Vaksdal
Vaksdalⓘ ist ein Dorf in der norwegischen Kommune Vaksdal in der Provinz (Fylke) Vestland. Der Ort hat 930 Einwohner (Stand: 1. Januar 2024).

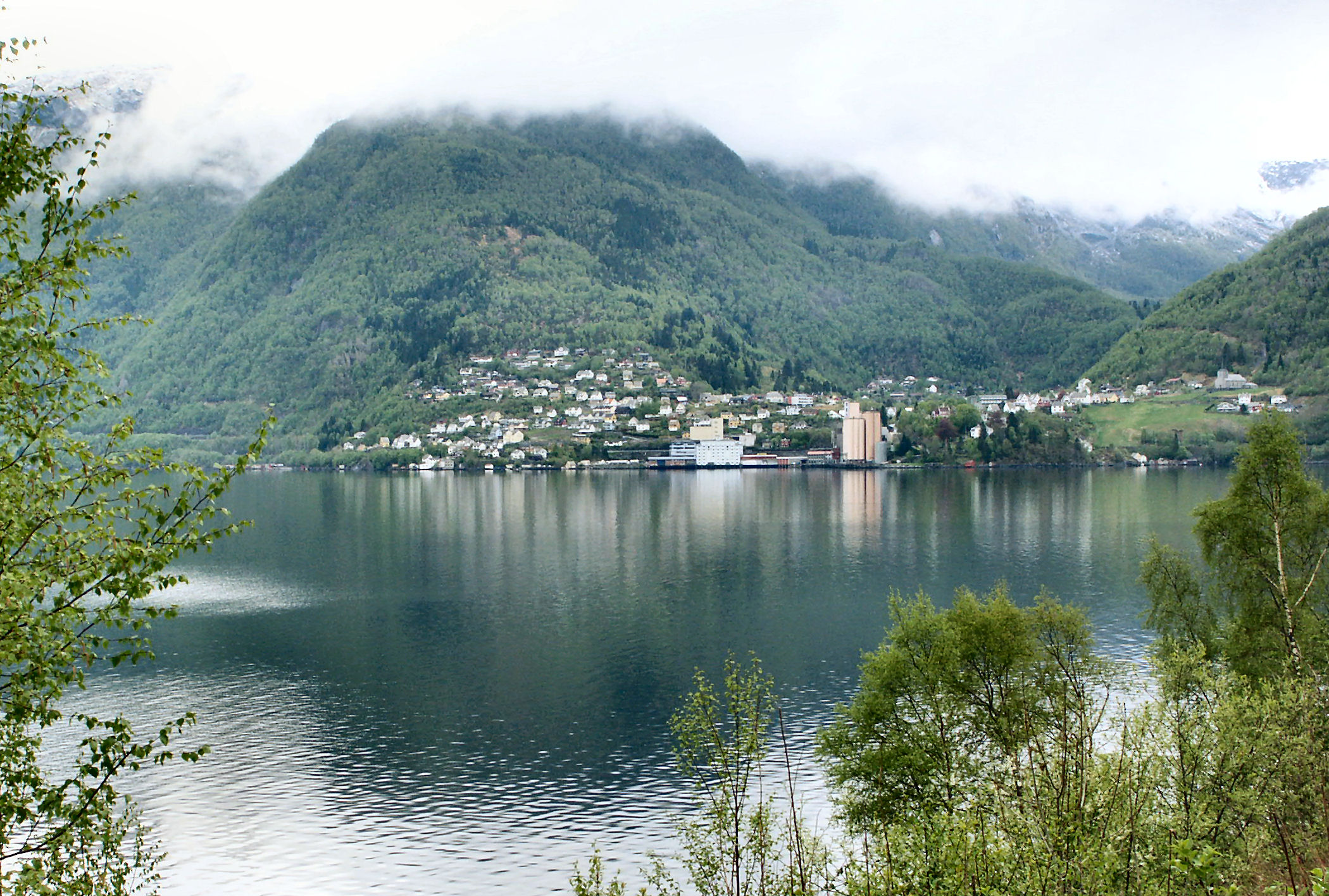
Vaksdal

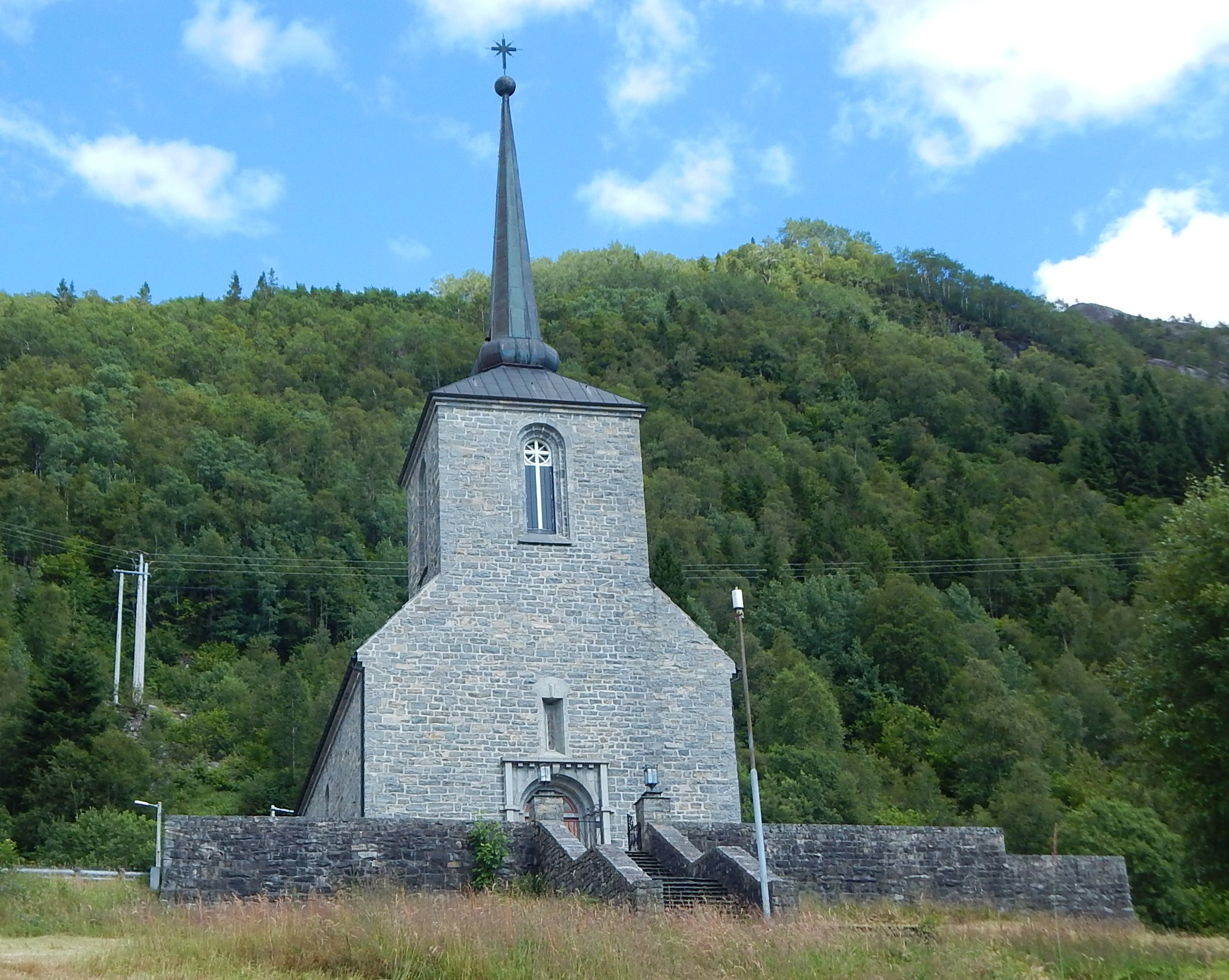
Kirche

Das Dorf liegt auf 53 m Höhe am südlichen Ende des von Norden kommenden Veafjords, der dort in den nach Westsüdwesten verlaufenden Sørfjord übergeht. Am Gegenufer, auf der Insel Osterøy, liegt das Dorf Bruvik.
Die Europastraße 16 und die Bergenbahn, die beide die Provinzhauptstadt Bergen mit Oslo verbinden, verlaufen durch den Ort. Der Bahnhof Vaksdal wird zwölfmal täglich von der Bergensbanen bedient.
Die etwa 300 Personen fassende Dorfkirche stammt aus dem Jahr 1933.
Das Dorf entstand um eine 1872 in Betrieb genommene Getreidemühle, die „Vaksdal Mølle“, die von der Wasserkraft des aus den Bergtälern Sædal und Herfindal kommenden Flusses im Vaksdal angetrieben wurde. Die Mühle war einst die größte ihrer Art in Skandinavien. Nach mehreren Fusionen (1965: „Stormøllen“, 1995: „Norgesmøllene DA“, mit „Møllerens“ als Handelsmarke und Norwegens führendem Anbieter von Mehl, Getreide, Brot und Backprodukten) wurde die Firma im Januar 2003 von der landwirtschaftlichen Genossenschaft „Felleskjøpet Øst/Vest“ übernommen, die am 1. Januar 2007 in der durch den Zusammenschluss von Felleskjøpet Øst/Vest und Felleskjøpet Trondheim entstandenen „Felleskjøpet Agri“ aufging. Die im Laufe der Jahre mehrfach erweiterten und modernisierten Mühlengebäude beiderseits der Flussmündung mit dem großen Getreidesilo dominieren das Ortsbild.